# Соломатіна Катерина Андріївна
Катерина Андріївна Соломатіна (нар.. 24 серпня 1980, Новосибірськ, РРФСР, СРСР) — російська актриса .

## Біографія
Виступати на сцені Катерина Соломатіна мріяла з дитинства, і після завершення 8-ми класів середньої школи вступила до Новосибірського державного театрального училища. У 1999 році, після закінчення училища, Соломатина їде до Москви, де вступає до школи-студії МХАТ (майстерня Алли Покровської, Романа Козака та Дмитра Бруснікіна). У 2003 році Катерина Андріївна, випускниця школи-студії, була прийнята до трупи МХАТ ім. А. П. Чехова, де виступала на сцені до 2008 року.
З 2002 року Соломатіна регулярно знімається у кіно. Дебютом Катерини Андріївни стала невелика роль стюардеси Наташі у детективному телесеріалі «Каменська 2» режисера Юрія Мороза. Потім були ролі в серіалах: «МУР є МУР» (Зіночка), «Громадянин Начальник-3» (Ліна), «Закон і порядок: Відділ оперативних розслідувань» (Марина Китаєва). Широка популярність прийшла до актриси після ролі Рити Романенко у телесеріалі Юрія Поповича «Вогонь кохання» (2007). З наступних робіт найбільш значні ролі Олесі у мелодрамі «Не зрікаються кохаючи…» та Ольги у серіалі «Будинок зразкового змісту». У 2013 році на екрани вийшов 24-серійний фільм «До смерті красива», в якому акторка зіграла головну роль, але заради якої їй довелося погладшати на 30 кілограм. Ніхто не очікував, але вже 2 роки Катерина використовує свій новий образ у роботі та цілком успішно. Очікується прем'єра 4-серійного фільму «Шок» за її участю та повнометражний фільм «Втеча з Москвибада».

## Творчість

### Ролі у театрі

#### МХАТ ім. А.П.Чехова[2]
- Мілорад Павіч «Вічність і ще один день» (2003) — Душа (дебютна роль на сцені МХАТу), реж. Володимир Петров
- М. Горький «Міщани» (2004) — Поля, реж. — К. Серебренніков
- А. Чехов «Вишневий Сад» (2004) — Варя, реж. — А. Шапіро
- Є. Гришковець «Облога» (2005), реж. — Гришковець
- Салтиков-Щедрін «Пані Головлєви» (2006) — Любонька, реж. — До. Серебренников
- Куніо Сімідзу (переклад Ая Маруті) «Гримерна» (2003) — Актриса D, реж. — Олена Невежіна
- Жан Жироду (переклад Анатолій Басаргін, Людмила Комарова) «Ундіна» — Русалка та Придворна дама, реж. — Микола Скорик
- Том Стоппард «Художник, що спускається сходами» — Софі, реж. — Олена Невежіна
- Світлана Савіна «Скрипка і трохи нервово» — Марія, реж. — Олександр Марін

#### Театр «Центр драматургії та режисури» Олексія Казанцева та Михайла Рощина
- Павло Пряжко «Боягузи» — Перша жінка, реж. Олена Невежіна[3]

#### Московський театр-студія п/р Олега Табакова
- «Останні» — Надія[4]

### Фільмографія
- «Кам'янська 2» (2002) — Наташа (реж. Ю. Мороз)
- «Сищики» (2002), (реж. — Д. Бруснікін)
- «Північний Сфінкс» (2004) — Віра (реж. А. Сіренко)
- «Мур є Мур» (2004) — Зіночка (реж. Д. Бруснікін)
- «Аеропорт» (2005) — Катя (реж. Є. Грамматиков)
- «Іноземці» (2005) — Емма (реж. А. Колмагорів)
- Громадянин начальник 3 (2006) — Лена (реж. р. Каюмов)
- «Вона сказала, Так» (2007) — Маша (реж. А. Праченко)
- «Жіночі історії» (2007) — Юлія (реж. Р. Уразаєв)
- «Закон і порядок» (2007) — Марина Китаєва (реж. Брусникини)
- «Будинок на набережній» (2007) — Ада (реж. А. Кордон)
- «Не зрікаються люблячи…» (2008) — Олеся
- «Вовки» (2009) — (реж. З. Гаспаров)
- «Будинок зразкового змісту» (2009) — Ольга (реж. Л. Білозорович)
- «Вогонь кохання» (2007—2009) — Рита (реж. Ю. Попович)
- «Адвокатеси» (2009) — Нателла (реж. Ю. Харнас)
- Наш домашній магазин-Наталія (гол. роль)
- До смерті гарна (2013) — Дар'я (гол. роль)
- 6 соток щастя (2014) — Тетяна (Реж. Ю. Лейзеров)
- Шок (2015) — Люба (реж. A. Чорних)
- 2017 — Доктор Ганна — засуджена
- 2018 — Анатомія вбивства (фільм 1-й «Скелет у шафі») — Римма
- 2018 — Трігер — інспектор у справах неповнолітніх
- 2019 — Поселенці — Тамара Сніжина, лікар колонії
- 2020 — За першого зустрічного — Римма Семенівна, розпорядниця РАГСу

## Критика про спектаклі за участю Катерини Соломатіної
- Художник, що спускається сходами. МХТ ім. Чехова. Преса про спектакль.
- Ірина Грачова МАДАМ ЛОПАХІНА ТА ВІЧНИЙ СТУДЕНТ…НЕДОТЕПИ… Рецензія на спектакль «Вишневий сад» у МХАТІ ім. Чехова (18 червня 2004 року).
- МХАТ підвели під монастир спектаклем «П'ємонтський звір».